# Floyd Westerman
Floyd Westerman, noto anche con il soprannome di Red Crow (Riserva indiana di Lake Traverse, 17 agosto 1936 – Los Angeles, 13 dicembre 2007), è stato un cantante e attore statunitense.

## Biografia
Westerman nasce nel 1936 in una riserva indiana chiamata "Lake traverse indian reservation" patria della tribù federale riconosciuta Sisseton Wahpeton Oyate. Tale tribù è una dei sottogruppi della grande nazione Sioux presenti nello stato del Sud Dakota in America. All'età di dieci anni fu mandato a scuola presso la Wahpeton Boarding School, dove per la prima volta incontrò Dannis Bank, un uomo che divenne attivista politico per i diritti degli indiani (movimento degli indiani d'america). Lì Westerman e i suoi compagni Sioux furono costretti a tagliare i loro tradizionali lunghi capelli e a dimenticare la loro lingua natia per imparare l'inglese. Si è laureato presso il college Northern State University ed ha servito il suo paese per due anni nei Marines.
Prima di diventare un attore, Floyd ebbe una carriera come cantante Country, La sua musica offriva in particolare un'analisi particolareggiata dell'influenza della cultura europea in quella dei nativi americani. In aggiunta a grandi musiche registrate ha collaborato con grandi artisti quali Jackson Browne, Willie Nelson, Bonnie Raitt, Harry Belafonte, Joni Mitchell, Kris Kristofferson, e Buffy Sainte-Marie. Nel 1990, condusse un tour con Sting, per raccogliere fondi per preservare le foreste pluviali. Successivamente, decise di diventare attore ed esordì al cinema con il film Faccia di rame (Renegades) del 1989 dove interpretava appunto il ruolo di Red Crow, un indiano Lakota Sioux, padre di Hank Storm interpretato da Lou Diamond Phillips.
Oltre alle interpretazioni in film come Balla coi lupi, è ricordato per il ruolo dello Zio Ray nella serie tv Walker Texas Ranger e per quello di Albert Hosteen nella serie tv X-Files. Westerman è stato uno dei personaggi più in vista per la difesa dei diritti dei nativi americani. Nel 2000 l'American Indian Expo ha nominato Westerman celebrità dell'anno.

## Filmografia

### Cinema
- Faccia di rame (Renegades), regia di Jack Sholder (1989)
- Balla coi lupi (Dances with Wolves), regia di Kevin Costner (1990)
- Son of the Morning Star – film TV (1991)
- The Doors, regia di Oliver Stone (1991)
- Clear Cut (Clearcut) (1991)
- Jonathan degli orsi, regia di Enzo G. Castellari (1993)
- The Dakota Conflict, regia di Kristian Berg – film TV (1993)
- Al di là del grande fiume (Rio Shannon) (1993) Film TV
- The Broken Chain (The Broken Chain) (1993) Film TV
- Siringo (Siringo) (1994) Film TV
- Lakota Woman: Siege at Wounded Knee (1994) Film TV
- Buffalo Girls (1995) Film TV
- DC 7 Minaccia nucleare (Dusting Cliff 7) (1996)
- Il coraggioso (The Brave), regia di Johnny Depp (1997)
- Naturally Native (1998)
- Grey Owl - Gufo grigio (Grey Owl), regia di Richard Attenborough (1999)
- Truth and Dare (2003)
- DreamKeeper (2003) Film TV
- Oceano di fuoco - Hidalgo (Hidalgo), regia di Joe Johnston (2004)
- The Tillamook Treasure (2006)
- Comanche Moon (2008, TV Mini-Series) - First Old Comanche
- Swing Vote (2008) - Chief Running Bear (final film role)

### Televisione
- MacGyver – serie TV, episodio 3x17 (1988)
- Hardball – serie TV, 1 episodio (1989)
- Capitan Planet e i Planeteers (Captain Planet and the Planeteers) – serie TV animata (1990) (voce)
- L.A. Law - Avvocati a Los Angeles (L.A. Law) – serie TV, episodio 5x13 (1991)
- La signora in giallo (Murder, She Wrote) – serie TV, episodio 9x06 (1992)
- Walker Texas Ranger – serie TV, 24 episodi (1993-1994)
- Un medico tra gli orsi (Northern Exposure) – serie TV, 2 episodi (1991-1993)
- Pappa e ciccia (Roseanne) – serie TV, episodio 8x08 (1995)
- X-Files (The X Files) – serie TV, 90 episodi (1995-1999)
- Baywatch Nights – serie TV, episodio 2x21 (1997)
- Dharma & Greg – serie TV, 95 episodi (1997-2001)
- Jarod il camaleonte (The Pretender) – serie TV, episodio 1x09 (1997)
- Poltergeist (Poltergeist: The Legacy) – serie TV, episodio 2x16 (1997)
- Millennium – serie TV, episodio 2x05 (1997)
- Giudice Amy (Judging Amy) – serie TV, episodio 3x08 (2001)

## Doppiatori italiani
Nelle versioni in italiano delle opere in cui ha recitato, Floyd Westerman è stato doppiato da:
- Gianni Vagliani in La signora in giallo, Walker Texas Ranger
- Goffredo Matassi in Pappa e ciccia, Millennium
- Mario Milita in Faccia di rame
- Giuseppe Rinaldi in Jonathan degli orsi
- Dario De Grassi in X-Files
- Renato Mori in Dharma & Greg